# Yves Amyot
Pour les articles homonymes, voir Amyot.
Yves Amyot est un acteur québécois né le 25 septembre 1969. 

## Biographie
Diplômé du Conservatoire d'art dramatique de Québec en 1992, il commence sa carrière de comédien en jouant d'abord au théâtre. À la télévision, il a participé à plusieurs séries dont notamment Marche à l'ombre (saison 2 et 3) dans le rôle de l'Inspecteur Jean-Yves Daoust, Yamaska, où il joue le personnage de Simon, le gérant du Poolroom bar. Dans la série télé Les Beaux Malaises (saison 1, 2 et 4), il interprète un personnage intimidant dont le bâton de baseball n'est jamais loin. Il tient aussi un rôle dans La Job (version québécoise de la série culte britannique The Office). Il y incarne Rocky Larocque (Chris Finch dit Finchy dans la version originale), vendeur étoile et compagnon de beuverie du patron David Gervais, qui voue une admiration sans borne à ce personnage sexiste et vulgaire. Il a également joué, entre autres, le rôle du père (Yves) dans la série de caméra cachée La Trappe à vtélé.  
Au cinéma, il joue entre autres dans La Face cachée de la lune de Robert Lepage. 
Au théâtre, il est de la distribution de près d'une cinquantaine de pièces. 
En 2006, il remporte le prix des abonnés du Théâtre du Trident, pour son interprétation du rôle-titre dans la pièce Le Libertin de Éric-Emmanuel Schmitt.  
Yves Amyot est également auteur dramatique. Il est notamment l'auteur de la comédie L'Intrus, pièce créée au Théâtre Lafenière en 1995 et qui a été produite dans une quinzaine de théâtres professionnels dans les 25 dernières années, en faisant un des grands succès du théâtre estival québécois.
Il est également auteur collaborateur de ICI Laflaque depuis 2013. 
Il est l'un des auteurs de la série télévisée Tranches de vie, à laquelle il a collaboré pendant les 5 saisons et qui fut présentée sur les ondes de TVA.
Il est aussi narrateur, s'étant spécialisé en voix off (voix hors champ). Il possède son propre studio d'enregistrement (StudioYvesAmyot.com). Il offre tous types de narrations.  
L'adresse de son site web personnel est YvesAmyot.com. 
Il vit à Montréal depuis 2006.

## Filmographie

### Cinéma
- 1999 : Un petit vent de panique
- 2003 : La Face cachée de la lune
- 2006 : La Belle Empoisonneuse
- 2006 : La Brunante
- 2007 : La Ligne brisée

### Télévision
- 2004 : La Chambre No 13
- 2005 : Une grenade avec ça?
- 2006 : Après la job
- 2006 : La Job
- 2007 : Les Sœurs Elliot
- 2007 : Rumeurs
- 2009 : Toute la vérité
- 2011 : Toute la vérité II
- 2012 : Tranches de vie
- 2012 : Prières de ne pas envoyer de fleurs
- 2013 : Trauma  - épisode#4.1 : Patience et Rage
- 2013 : Les Beaux Malaises
- 2014 : Les Argonautes III
- 2014 : Les Argonautes IV
- 2013 : Les Beaux Malaises I!
- 2015 : Yamaska 6
- 2016 : Yamaska 7
- 2016 : Marche à l'ombre II
- 2016 : Les Beaux Malaises IV
- 2016 : La Trappe
- 2016 : District 31
- 2017 : Marche à l'ombre III
- 2017 : l'ADN de l'humour
- 2017 : Lâcher prise II

## Théâtre
- Cherchez l’homme (Théâtre la Reine des Érables, 1991)
- Vos billets S.V.P. ? (Théâtre de la Fenière, 1992)
- Junk (Rafale Productions 1992)
- Alfred Pellan (Musée du Québec, 1993)
- Comme ça tu te sépares ? (Théâtre du bois des amoureux, 1993)
- Fuente Ovejuna (Théâtre Repère / Théâtre Périscope, 1993)
- La Corriveau (Théâtre de la Commune / Théâtre Périscope, 1993)
- Edmond (Théâtre Périscope, 1994)
- Biloxi Blues (Théâtre de la Bordée, 1994)
- Amour, Mensonges et Rodéo (Café-théâtre du Faubourg, 1994)
- Perversion sexuelle à Chicago (Centre international de séjour, 1994; Théâtre du Conservatoire, 1994)
- Bureautopsie (Théâtre Périscope, 1993; Centre national des Artes 1994; Théâtre Espace Go, 1995)
- Les Clowns du Pénitencier (salle l'Estoc du Théâtre de la Bordée, 1995)
- Ministre à sous-louer (Théâtre du Bois de Coulonge, 1995)
- Don Quichotte (Théâtre du Gros Mécano, 1995-1996)
- The Tale of Joan Avark (Théâtre des Confettis, 1996)
- Joyeux Noël mon homme ! (Réseau des bibliothèques de Québec, 1997)
- Rudolphe, ce salaud ! (Musée de la Civilisation, 1997)
- Pierre et Marie… et le démon (Théâtre de la Dame Blanche, 1998)
- Ecce homo (Théâtre Périscope, 1998)
- Le Jeu du mort (Centre international de séjour de Paris, 1998)
- Partie de quilles chez la Reine de Cœur (Théâtre des Confettis, 1998-2000)
- 20 000 lieues sous les mers (Théâtre de la Petite Marée, 1999)
- Rudolphe, ce salaud ! (Musée de la Civilisation, 1999)
- Arcadia (Théâtre du Trident, 2000)
- Titanica... (Théâtre d’Aujourd’hui, 2001)
- Cherchez l’homme (Théâtre de la Dam-en-Terre, 2001)
- Mesure pour mesure (Théâtre du Trident, 2001)
- Conte de Jeanne-Marc… (Théâtre des Confettis, 2001)
- Impromptu (Théâtre de la Bordée, 2002)
- Antigone (Théâtre du Trident, 2002)
- Meurtre (Théâtre de la rue St-Jean, 2002; Théâtre Périscope, 2003)
- Marie Tudor (Théâtre du Trident, 2003)
- Le roi se meurt (Théâtre de la Bordée, 2003)
- Le Langue-à-langue des chiens de roche (Théâtre du Trident, 2004)
- HA ha !... (Théâtre du Trident, 2003, Centre National des Arts, 2004)
- Un petit jeu sans conséquence (Théâtre Petit Champlain, 2004)
- Aux portes du royaume (Théâtre du Trident, 2004)
- Les Enfants du sabbat (Théâtre du Trident, 2005)
- Le Cid (Théâtre du Trident, 2004 ; Centre National des Arts, 2005)
- Le Libertin (Théâtre du Trident, 2006)
- Les Mots fantômes (Théâtre Périscope, 2006)
- Montcalm avant la tempête (Théâtre de la tempête, 2008)
- Elizabeth, roi d'Angleterre (Théâtre du Nouveau Monde, 2008)
- Beaucoup de bruit pour rien (Théâtre du Nouveau Monde, 2009)
- Minuit chrétien (Théâtre Jean Duceppe, 2010-2011)